# Zhongping, Chongqing
Zhongping (kinesiska: 中平) är en socken i sydvästra Kina. Den ligger i häradet Xiushan i storstadsområdet Chongqing,  omkring 280 kilometer sydost om det centrala stadsdistriktet Yuzhong. Antalet invånare är 6 003. Befolkningen består av 2 931 kvinnor och 3 072 män. Barn under 15 år utgör 26,0 %, vuxna 15-64 år 59 %, och äldre över 65 år 14,0 %.